# تيريزا جارسيا دي ماديرو
تيريزا جارسيا دي ماديرو (من مواليد 13 مارس 1946 في مونتيري) هي سياسية مكسيكية منتسبة إلى حزب العمل الوطني والتي عملت كسفير المكسيك في كندا، وعضوة في الكونجرس ورئيس بلدية سان بيدرو غارسيا.
غارسيا دي ماديرو عضوة في حزب العمل الوطني منذ عام 1984. وشغلت من عام 1985 إلى عام 1988 منصب نائب محلي في كونغرس نويفو ليون. 1997-2000 كانت رئيسة بلدية سان بيدرو غارسيا نويفو ليون. وكانت عضوًا في اللجنة التنفيذية الوطنية حزب العمل الوطني.
عينها الرئيس فيسينتي فوكس سفيرة المكسيكي في كندا لتحل محل السفير الحالي إيزيكيل باديلا. تم تأكيدها من قبل مجلس الشيوخ في سبتمبر 2001. عادت إلى المكسيك في عام 2006.
هي متزوجة من مانويل ماديرو.